# Rue de la Cerisaie
La rue de la Cerisaie est une rue du 4e arrondissement de Paris.

## Situation et accès
Cette voie est située entre le boulevard Bourdon et la rue du Petit-Musc.
Le quartier est desservi par la ligne 7 à la station Sully - Morland.

## Origine du nom
Son nom vient de l'allée de cerisiers qui traversait les jardins de l'hôtel Saint-Pol.

## Historique
La rue de la Cerisaie est percée en 1544 sur une cerisaie du jardin de l'hôtel d'Étampes réuni en 1531 au domaine royal de l'hôtel Saint-Pol  par François Ier vendu en 1543 à des lotisseurs avec l'ensemble de ce domaine,. 
La rue se prolongeait en équerre jusqu'à la rue Saint-Antoine. 
Elle est citée sous le nom de « rue de la Serrizaye » dans un manuscrit de 1636 ou le procès-verbal de visite indique qu'elle est « trouvée orde, salle et pleine de boues et immundices ». 
Zamet, un riche financier italien, se fit construire un somptueux hôtel vers 1585, ce qui supprima ce passage intégré dans les jardins de cette résidence. Cet hôtel fut vendu au connétable de Lesdiguières à sa mort. Les jardins de l'hôtel se réduisent considérablement de 1739 à 1742, vendus pour la partie ouest au couvent de la Visitation Sainte-Marie et à des lotisseurs pour la construction de la rue Lesdiguières ouverte en 1765. Ils sont prolongés au niveau de la rue sur le terrain de l'hôtel en grande partie détruit. Cette parcelle de jardin sera par la suite remplacée par des constructions L'hôtel est reconstruit en plus petit en 1741 à l'emplacement des actuels nos 10 et 12 où une plaque rappelle le séjour du tsar Pierre-le-Grand en 1717 et détruit en 1877 lors du percement du boulevard Henri IV. Une maison construite par l'architecte Philibert Delorme en 1558 à l'emplacement de l'actuel numéro 14 fut également détruite lors de l'ouverture de ce boulevard,. Cette voie a été successivement appelée « rue Neuve de la Cerisaie », « rue Serisay », puis « rue de la Cerisaie ».

## Bâtiments remarquables et lieux de mémoire
- No 4 bis : centre culturel d'espéranto, siège des associations Espéranto-France, Espéranto-Jeunes et Espéranto Paris Île-de-France.
- No 10 : emplacement de l'ancien hôtel de Lesdiguières construit pour le financier Sébastien Zamet (1549-1614), reconstruit plus petit en 1741, détruit en 1877.
- Nos 13 à 17 : emplacement d'un hôtel ayant appartenu à Evrard Titon du Tillet (1677-1762), propriétaire de la folie Titon.
- No 25 : hôtel particulier du XVIIe siècle avec fronton.
- No 31 : maison occupée au XVIIIe siècle par des services gérant le temporel du couvent des Célestins ; dans son ouvrage sur les rues de Paris, Jacques Hillairet[6] rapporte une curieuse anecdote gastronomique :

« On conte que les administrateurs [de ces services] y faisaient bonne chère et qu'à un signal donné une trappe s'ouvrait pour laisser monter de la cave une table admirablement garnie. »

— Jacques Hillairet, Dictionnaire historique des rues de Paris, t. 1, p. 290.
Cette maison existe toujours et abrite de nos jours… un restaurant"Le temps des cerises ". 

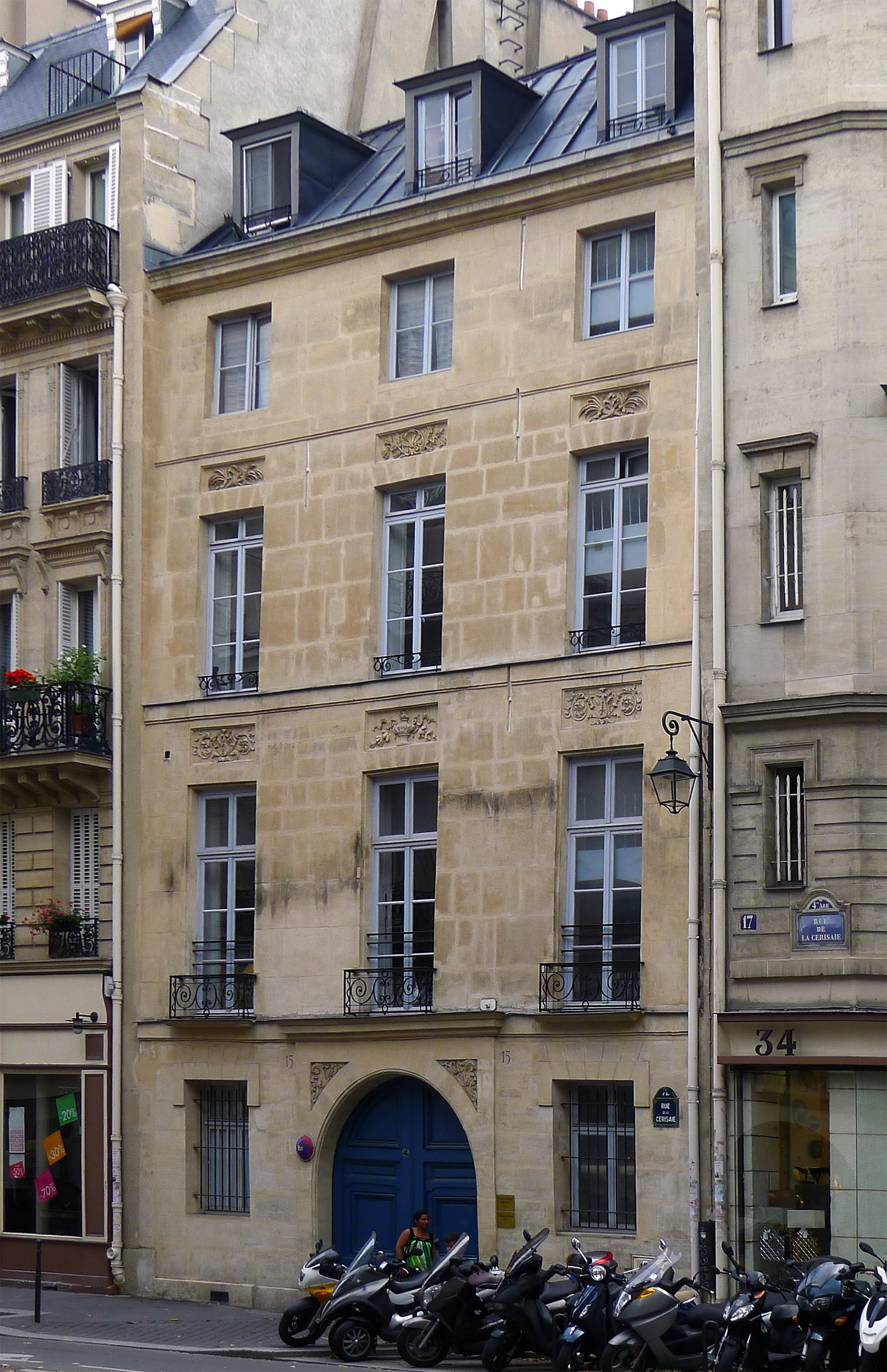
Nos 13, 15 et 17.
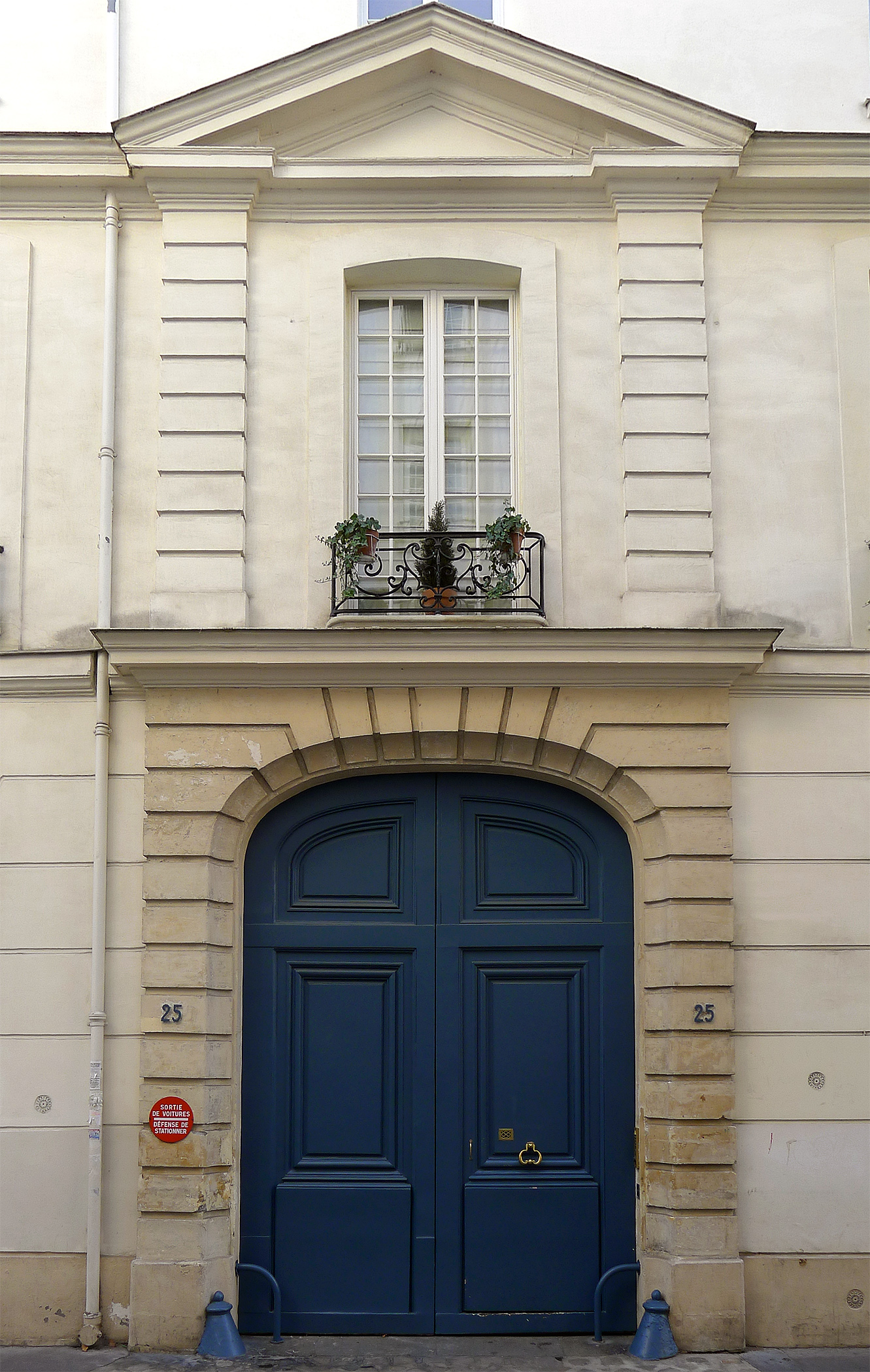
No 25.
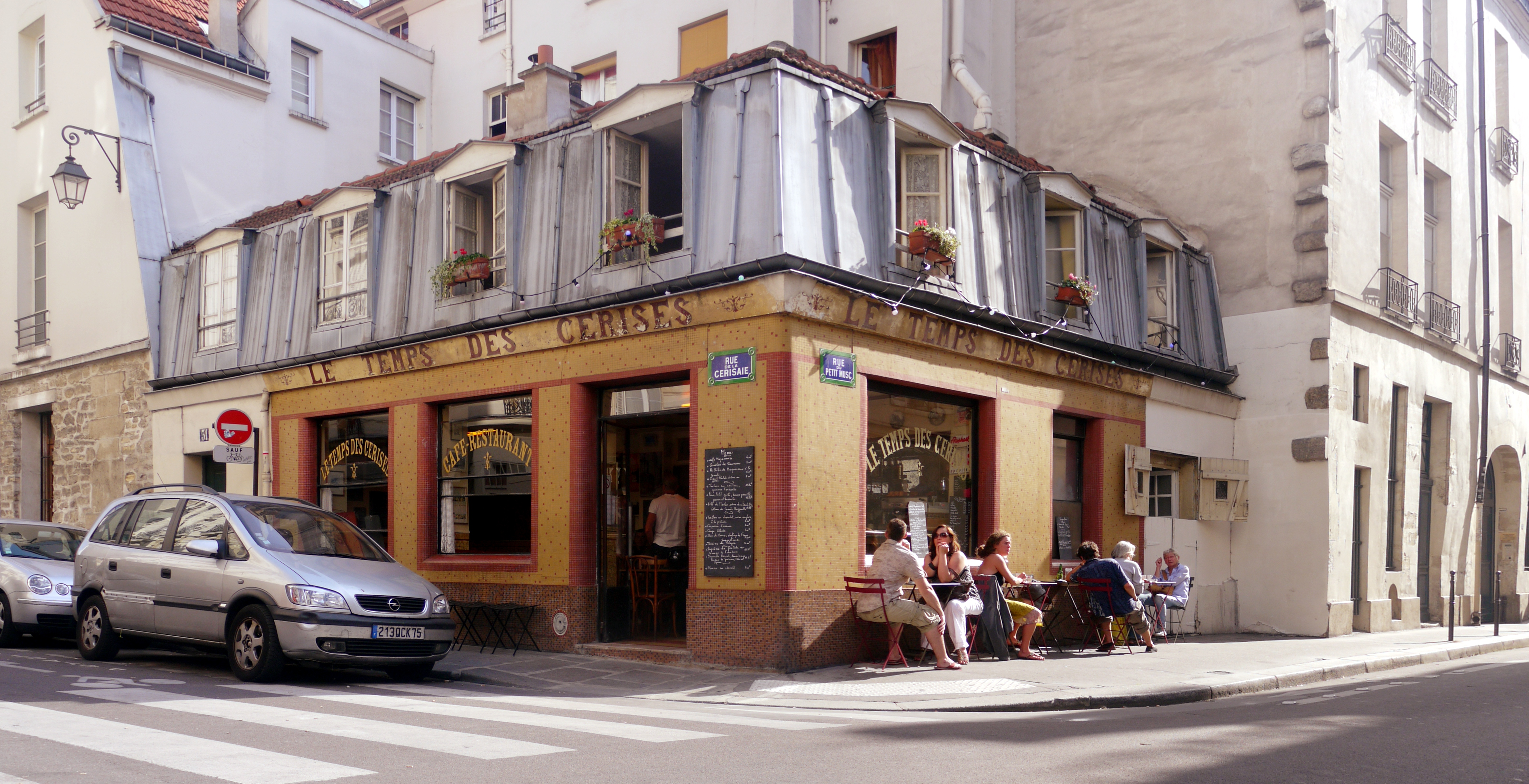
No 31.